# Premier 1 Grand Prix
A Premier 1 Grand Prix  foi uma tentativa de novo campeonato automobilístico de monolugares que teria a competir os carros com as cores de clubes de futebol.
Trinta clubes de futebol estavam interessados em ser incluídos como equipas na teams in Premier 1 Grand Prix, entre os quais o Tottenham Hotspur, o Anderlecht, o Leeds United, o Benfica, o Olympique Lyonnais, o Chelsea, o Valencia e o Feyenoord. Alguns destes clubes chegaram mesmo a apresentar os carros com a sua decoração. O campeonato iria visitar 15 circuitos na Europa, América Latina e Ásia, e chegou mesmo a ter uma corrida marcada, para o Autódromo do Estoril, a 7 de julho de 2002.
Os carros do campeonato iriam ter a mesma potência para encorajar uma competição maior. Iriam ter uma caixa de velocidades pneumática de 6 velocidades, semi-automática, paddle-operated e sequencial. O motor seria um Judd V-10 de 4 litros, dando 750cv de potência. O peso total do carro e do piloto seria aproximadamente 650 kg. O carro seria construído pela Dallara.
O campeonato foi definido pelos investidores em 2000, mas colapsou em 2003 sem uma única corrida realizada.
Em 2005, o conceito da Premier 1 Grand Prix tornou-se na Superleague Fórmula, que se realizou entre 2008 e 2011.